# Tarraco
Tarraco este numele antic purtat de actualul municipiu Tarragona (Catalonia, Regatul Spaniei) în timpul perioadei romane.